# Mohammed Rafi

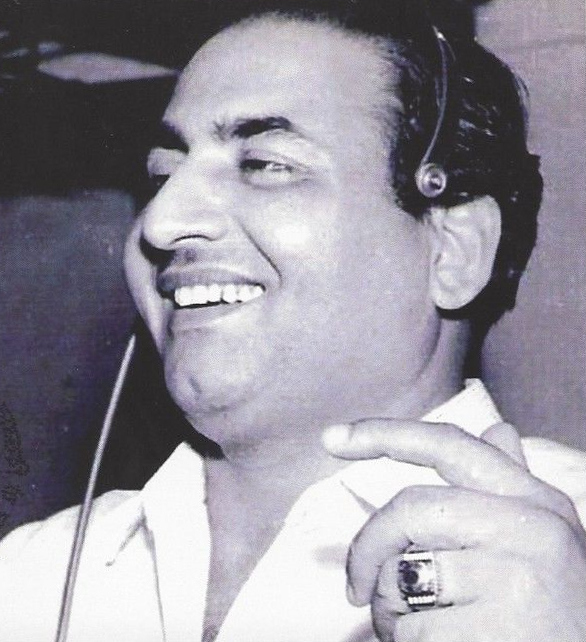
Mohammed Rafi

Mohammed Rafi (auch Mohammad Rafi; * 24. Dezember 1924 im Dorf Kotla Sultan Singh in Punjab; † 31. Juli 1980 in Bombay, Maharashtra) war ein indischer Playbacksänger des Hindi-Films. Er gehörte neben Kishore Kumar und Mukesh zu den drei erfolgreichsten männlichen Playbacksängern Indiens der 1950er und 1960er Jahre und nahm Lieder für mehr als 700 Filme auf.

## Biografie
Im Alter von 14 Jahren kam er nach Lahore, dem kulturellen Zentrum in Punjab, und wurde Schüler der Musiker Khan Abdul Waheed Khan, Jeevanlal Matto und Ghulam Ali Khan. Durch den Komponisten Feroz Nizami erhielt er Zugang zu Radio Lahore und der in der Stadt angesiedelten panjabischen Filmindustrie. Sein Filmdebüt hatte Mohammed Rafi als Sänger für den Komponisten Shyam Sundar in Gul Baloch (1944). Noch im selben Jahr zog er nach Bombay und sang Naushads Komposition in dem Film Pehle Aap von dem ebenfalls aus Punjab stammenden Regisseur Abdul Rashid Kardar.
1946 erlebte Rafi seinen sängerischen Durchbruch mit Mehboob Khans Film Anmol Ghadi und dem Duett Meri sapnon ki rani mit Kundan Lal Saigal in Shahjehan (1946). Die ersten großen Erfolge hatten seine Duette mit der Sängerin und Schauspielerin Nurjehan in ihren letzten indischen Filmen Jugnu (1946), Saajan (1947) und Mela (1948), bevor sie im Zuge der Teilung Indiens nach Lahore (Pakistan) umsiedelte. Mohammed Rafis Popularität dauerte bis zu seinem Tod an. Seine Arbeit ist eng mit dem Wirken der Filmmusikkomponisten Sachin Dev Burman, Shankar-Jaikishan und Naushad verbunden. Zu seinen besten Stücken der 1950er Jahre gehören seine Interpretationen für den Darsteller Dilip Kumar und sein Playbackgesang in Guru Dutts Pyaasa (1957) und Kaagaz Ke Phool (1959). In den frühen 1960er Jahren gelang Mohammed Rafi ein stilistischer Wandel mit den jugendlich-schwungvollen Filmen mit Shammi Kapoor Junglee (1961) und Kashmir Ki Kali (1964), der ihn bis Ende der 1960er Jahre zum führenden Playbacksänger der Hindi-Filmindustrie machte. Erst Kishore Kumars Erfolge mit den Rajesh-Khanna-Filmen drängte Rafis Einfluss zurück.
Mohammed Rafi starb im Alter von 55 Jahren an einem Herzinfarkt.

## Auszeichnungen
- National Film Awards als bester Playbacksänger
  - 1958 für „Jinhen Naaz Hai Hind Par“ aus dem Film Pyaasa
  - 1978 für „Kya Hua Tera Wada“ aus dem Film Hum Kisi Se Kum Nahin

- Filmfare Awards als bester Playbacksänger
  - 1961 für „Chaudhvin Ka Chand Ho“ aus dem Film Chaudhvin Ka Chand
  - 1962 für „Teri Pyaari Pyaari Surat Ko“ aus dem Film Sasural
  - 1965 für „Chahunga Mein Tujhe“ aus dem Film Dosti
  - 1967 für „Baharo Phool Barsao“ aus dem Film Suraj
  - 1969 für „Dil Ke Jharoke Mein“ aus dem Film Brahmachari
  - 1978 für „Kya Hua Tera Vaada“ aus dem Film Hum Kisi Se Kum Nahin

- Bengal Film Journalists’ Association Awards als bester Playbacksänger
  - 1965 für Dosti
  - 1966 für Arzoo

1965 wurde Mohammed Rafi der Orden Padma Shri verliehen.